# Lewis and Clark Cavern National Monument
Lewis and Clark Cavern National Monument – nieistniejący już pomnik narodowy w Stanach Zjednoczonych, w stanie Montana. Pomnik został ustanowiony 11 maja 1908 roku przez prezydenta Stanów Zjednoczonych Theodore'a Roosevelta. Decyzją Kongresu Stanów Zjednoczonych 24 sierpnia 1937 roku tereny pomnika przekazano w zarząd stanu Montana i utworzono na tym terenie istniejący współcześnie park stanowy Lewis and Clark Caverns